# Sarcophaga seniorwhitei
Sarcophaga seniorwhitei är en tvåvingeart som beskrevs av Mario Bezzi 1938. Sarcophaga seniorwhitei ingår i släktet Sarcophaga och familjen köttflugor. Inga underarter finns listade i Catalogue of Life.